# 곽황후 (송 인종)
황후 곽씨(皇后 郭氏, 1012년 ~ 1035년 12월 10일(음력 11월 8일))는 북송 인종(仁宗)의 첫번째 황후이다.

## 생애

### 황후 책봉
1024년, 곽씨는 장씨와 함께 입궁하였는데 당시의 인종이 장씨를 마음에 들어하여 황후로 세우고자 하였다. 하지만 어머니인 장헌명숙황후 유씨가 반대하였다. 1024년 12월 24일(음력 11월 21일), 태후 유씨는 자신이 원하는대로 곽씨를 황후로 책봉하였다. 인종은 장씨를 재인(才人)으로 봉하는데 그쳤다. 또한 인종은 자색이 고운 왕씨를 비빈으로 삼고자 하였는데 태후 유씨가 '여자의 덕을 중시하여야지 색을 중시하면 안된다(重德不重色)'라는 이유로 왕씨를 후궁으로 삼지 못하게 하고 그녀의 전남편의 아들인 유종덕과 혼인시켰다.
후궁 문제에 있어 유태후의 이러한 일련의 행동들은 인종의 불만과 분노를 자아냈다. 하지만 수렴청정 중이고 유태후의 막강한 기세에 인종을 불만을 표하지 못하였다.
황후 곽씨는 태후 유씨의 총애를 받고 태후의 후광을 얻어 점차 겸양과 관용을 잃었고, 교만하고 자기멋대로인 성격을 드러냈다. 이런 모습들은 인종으로 하여금 황후를 점점 멀리하고 싫어하게끔 만들었다. 곽씨는 인종의 행적을 면밀히 감시하여 인종이 다른 후궁들을 만나는 것을 방해하였다.
1028년 인종이 총애하던 장재인이 죽자, 이후 인종의 총애는 상미인(尙美人)과 양미인(陽美人)에게 기울었다. 특히 상미인의 행동은 곽황후의 질투를 자아냈고, 사사건건 충돌하였다.
1033년 태후 유씨가 붕어하였고, 얼마 후에 인종은 자신의 친어머니가 태후 유씨가 아니라 이신비(李宸妃)였음을 알고 태후 유씨에 대해 분노하게 된다. 이러한 분노는 인종으로 하여금 태후 유씨에 의해 간택된 곽황후를 더욱 미워하는 계기가 되었다. 곽황후의 지원자였던 태후 유씨가 사망한 후, 인종은 상미인과 양미인을 더욱 노골적으로 총애하였고, 어느날 상미인이 인종에게 황후를 비방하는 말을 하고 황후의 말을 가로막는 등 무례를 범하자, 황후는 분노를 참지 못하고 상미인의 뺨을 때리려 하였다. 이때 이를 말리려던 인종의 뺨을 내리쳐 상처를 입히게 되었다. 인종은 대노하여 재상 여이간에게 상처를 보여주며 황후의 폐립을 논하였다.

### 폐위
범중엄 등이 곽황후의 폐위를 반대하였으나, 인종은 반대 의견을 누르고, 1034년 1월 16일(음력 1033년 12월 23일), 조서를 내려 황후 곽씨를 폐위하였다. 폐위된 곽씨는 정비(靜妃)로 격하되었으며 '청오(淸悟)'라는 도사의 이름을 하사받았다. 거처는 도교 사원인 장락궁으로 옮겨졌다. 이후 인종은 상미인, 양미인과 주색에 빠져 정사를 소홀히 하기도 하였고, 상미인은 조정의 일에 간섭하기도 하였다. 황태후 양씨(楊氏)가 인종의 잘못을 간언하였고, 인종은 황후 곽씨와 마찬가지로 상미인과 양미인을 폐하여 도교 사원으로 내쫓고 상미인의 재산을 몰수하여 군비에 충당시켰다. 같은 해, 조씨(曺氏)를 새로운 황후로 책봉하였다.(→자성광헌황후)

### 최후
이후 황후 조씨와 사이가 나빠진 인종은 순간 곽씨를 그리워하였고 사자를 보내 동정을 살피게 하였다. 그녀는 병을 앓고 있었고, 인종에게 "저를 다시 맞이하고 싶으시면 백관이 모인 자리에서 (황후로) 책립하여 달라"고 말하였다. 하지만 이미 새로운 황후가 있었기에 이는 불가능한 일이었다.
1035년 11월, 그녀가 가벼운 병을 앓자 인종은 전의를 보내 진찰하게 하였으나 며칠 후 곽씨는 갑작스러게 사망하였다. 인종은 슬퍼하였고 황후로 복위시켰지만, 시호를 내리지도 않았고 종묘에 배향하지도 않았다.

## 가족 관계

### 부모
- 부 : 곽윤공(郭允恭)
- 모 : 두씨(杜氏)

### 배우자
- 인종(仁宗)